# Bieg na 600 metrów
Bieg na 600 metrów – konkurencja lekkoatletyczna, najkrótszy z biegów średniodystansowych.
Dystans nierozgrywany na międzynarodowych seniorskich zawodach rangi mistrzowskiej, na treningach i mityngach biegany zwykle przez specjalistów od 800 metrów w celu wzmocnienia szybkości bądź przez biegaczy na 400 metrów (przez płotki lub płaskie) w celu wzmocnienia wytrzymałości.
W przeszłości bieg na 600 metrów pojawiał się w programie mistrzostw w juniorskich kategoriach wiekowych (kobiety biegały na tym dystansie podczas europejskich igrzysk juniorów w 1964 czy na mistrzostwach Ameryki Południowej juniorów młodszych w 1975 i 1976).
W tej konkurencji wielokrotnie rywalizowano podczas halowych mistrzostw krajowych m.in.: Związku Radzieckiego, Finlandii, Irlandii, Estonii, Hiszpanii czy Stanów Zjednoczonych, w 1961 bieg na 600 metrów rozegrano na halowych mistrzostwach Jugosławii.
Incydentalnie odcinek 600-metrowy pojawia się w biegach sztafetowych, np. podczas zawodów halowego pucharu Europy rozgrywano sztafetę 800–600-400-200 metrów (w 2003 200-400-600-800).
Na stadionie dystans 600 metrów równy jest 1,5 okrążenia, w hali zaś 3 okrążeniom.

## Tabele historyczne

### Najlepsze zawodniczki w historii (stadion, stan na 1 września 2024)
| lp. | Wynik   | Zawodniczka        | Państwo                   | Data             | Miejsce       |
| --- | ------- | ------------------ | ------------------------- | ---------------- | ------------- |
| 1.  | 1:21,63 | Mary Moraa         | Kenia                     | 1 września 2024  | Berlin        |
| 2.  | 1:21,77 | Caster Semenya     | Południowa Afryka         | 27 sierpnia 2017 | Berlin        |
| 3.  | 1:22,39 | Ajeé Wilson        | Stany Zjednoczone         | 27 sierpnia 2017 | Berlin        |
| 4.  | 1:22,63 | Ana Fidelia Quirot | Kuba                      | 25 lipca 1997    | Guadalajara   |
| 5.  | 1:22,74 | Athing Mu          | Stany Zjednoczone         | 30 kwietnia 2022 | Filadelfia    |
| 6.  | 1:22,87 | Maria Mutola       | Mozambik                  | 27 sierpnia 2002 | Liège         |
| 7.  | 1:22,98 | Shafiqua Maloney   | Saint Vincent i Grenadyny | 1 września 2024  | Berlin        |
| 8.  | 1:23,18 | Francine Niyonsaba | Burundi                   | 27 sierpnia 2017 | Berlin        |
| 9.  | 1:23,35 | Pamela Jelimo      | Kenia                     | 5 lipca 2012     | Liège         |
| 10. | 1:23,5h | Doina Melinte      | Rumunia                   | 27 lipca 1986    | Poiana Brașov |

Wartościowe wyniki na 600 metrów notowano także jako międzyczasy w biegu na 800 metrów: 1:23,78 reprezentującej NRD Anity Weiß (24 lipca 1976, Montreal); 1:24,48 Niemki Sigrun Grau (9 września 1989, Barcelona) i 1:24,7 reprezentującej ZSRR Nadieżdy Olizarenko (27 lipca 1980, Moskwa).

### Najlepsi zawodnicy w historii (stadion, stan na 18 marca 2023)
| lp. | Wynik   | Zawodnik              | Państwo           | Data             | Miejsce      |
| --- | ------- | --------------------- | ----------------- | ---------------- | ------------ |
| 1.  | 1:12,81 | Johnny Gray           | Stany Zjednoczone | 24 maja 1986     | Santa Monica |
| 2.  | 1:13,10 | David Rudisha         | Kenia             | 5 czerwca 2016   | Birmingham   |
| 3.  | 1:13,21 | Pierre-Ambroise Bosse | Francja           | 5 czerwca 2016   | Birmingham   |
| 4.  | 1:13,28 | Duane Solomon         | Stany Zjednoczone | 1 lipca 2013     | Burnaby      |
| 5.  | 1:13,49 | Joseph Mutua          | Kenia             | 27 sierpnia 2002 | Liège        |
| 6.  | 1:13,80 | Earl Jones            | Stany Zjednoczone | 24 maja 1986     | Santa Monica |
| 7.  | 1:13,9h | Raidel Acea           | Kuba              | 20 kwietnia 2013 | Hawana       |
| 8.  | 1:13,97 | Ryan Sánchez          | Portoryko         | 18 marca 2023    | Carolina     |
| 9.  | 1:14,15 | David Mack            | Stany Zjednoczone | 24 maja 1986     | Santa Monica |
| 10. | 1:14,3h | Lee Evans             | Stany Zjednoczone | 31 sierpnia 1968 | Echo Summit  |

Wartościowe wyniki na 600 metrów notowano także jako międzyczasy w biegu na 800 metrów, m.in. 1:13,2 Kenijczyka Johna Kipkurgata (23 marca 1974, Pointe-à-Pierre).

### Najlepsze zawodniczki w historii (hala, stan na 17 stycznia 2025)
| lp. | Wynik   | Zawodniczka      | Państwo                   | Data             | Miejsce      |
| --- | ------- | ---------------- | ------------------------- | ---------------- | ------------ |
| 1.  | 1:23,41 | Keely Hodgkinson | Wielka Brytania           | 28 stycznia 2023 | Manchester   |
| 2.  | 1:23,44 | Olga Kotlarowa   | Rosja                     | 1 lutego 2004    | Moskwa       |
| 3.  | 1:23,57 | Athing Mu        | Stany Zjednoczone         | 24 lutego 2019   | Nowy Jork    |
| 4.  | 1:23,59 | Alysia Montaño   | Stany Zjednoczone         | 16 lutego 2013   | Nowy Jork    |
| 5.  | 1:23,84 | Ajeé Wilson      | Stany Zjednoczone         | 5 marca 2017     | Albuquerque  |
| 6.  | 1:24,00 | Courtney Okolo   | Stany Zjednoczone         | 5 marca 2017     | Albuquerque  |
| 7.  | 1:24,02 | Julija Rusanowa  | Rosja                     | 4 lutego 2011    | Moskwa       |
| 8.  | 1:24,32 | Nia Akins        | Stany Zjednoczone         | 9 lutego 2024    | Albuquerque  |
| 9.  | 1:24,60 | Shafiqua Maloney | Saint Vincent i Grenadyny | 17 stycznia 2025 | Fayetteville |
| 10. | 1:24,65 | Shamier Little   | Stany Zjednoczone         | 13 stycznia 2023 | Fayetteville |

### Najlepsi zawodnicy w historii (hala, stan na 8 lutego 2025)
| lp. | Wynik   | Zawodnik             | Państwo           | Data             | Miejsce          |
| --- | ------- | -------------------- | ----------------- | ---------------- | ---------------- |
| 1.  | 1:13,77 | Donavan Brazier      | Stany Zjednoczone | 24 lutego 2019   | Nowy Jork        |
| 2.  | 1:14,03 | Brandon Miller       | Stany Zjednoczone | 9 lutego 2024    | Albuquerque      |
| 3.  | 1:14,04 | Will Sumner          | Stany Zjednoczone | 8 lutego 2025    | Nowy Jork        |
| 4.  | 1:14,17 | Isaiah Jewett        | Stany Zjednoczone | 8 lutego 2025    | Nowy Jork        |
| 5.  | 1:14,79 | Michael Saruni       | Kenia             | 19 stycznia 2018 | Albuquerque      |
| 6.  | 1:14,88 | Oussama El Bouchayby | Maroko            | 27 stycznia 2024 | Clemson          |
| 7.  | 1:14,90 | Alex Amankwah        | Ghana             | 31 stycznia 2025 | State College    |
| 8.  | 1:14,91 | Casimir Loxsom       | Stany Zjednoczone | 28 stycznia 2017 | University Park  |
| 9.  | 1:14,92 | Eliott Crestan       | Belgia            | 25 stycznia 2025 | Louvain-la-Neuve |
| 10. | 1:14,95 | Isaiah Harris        | Stany Zjednoczone | 11 lutego 2022   | Spokane          |